# 虎纹梅花鲨
虎纹梅花鲨（学名：Halaelurus natalensis）是软骨鱼纲猫鲨科梅花鲨属的物种，分布于南非和莫桑比克沿海的沙滩和珊瑚礁附近，距离海岸边通常不超过100米（约330英尺）。这个种类的鲨鱼身材细小，成年通常长约50厘米（约20英寸），头部扁平较宽，吻尖上翘。此外可以通过它黄棕色背部上的十个深棕色的类似于马鞍一样的横纹来进行识别。
虎纹梅花鲨栖息于海底，以来自海底或海底附近的各种鱼类和无脊椎动物为食。作为一个卵生物种，雌性将其卵保留在体内，直到胚胎处于较高的发育状态才将卵排出，可使得排卵后卵的孵化时间较短。雌性一次产下12到22枚卵鞘。虎纹梅花鲨有时会被商业捕鱼或者在渔民钓鱼时被捕获，但并没有经济价值。目前虎纹梅花鲨已经被国际自然保护联盟列为易危物种。

## 分类
英国鱼类学家查爾斯·泰特·里根在1904年出版的科学期刊《自然历史杂志》中根据约翰·弗雷德里克·奎克特（John Frederick Quekett）提交给大英博物馆的两个标本对虎纹梅花鲨进行了一些描述，他将该物种归入了Scyllium属（猫鲨属Scyliorhinus的异名）并赋予了一个种加词natalense，因为据报道这些标本是在南非的纳塔尔殖民地（Natal）海岸附近采集的，但有人怀疑它们被贴错了标签而实际上来自于阿尔戈亚湾。 后来的一些著作者将这个物种重新划为梅花鲨属Halaelurus。 细纹梅花鲨（Halaelurus lineatus）曾被认为和虎纹梅花鲨属于同一物种，直到1975年才将其分为一个独立的物种。

## 形态
虎纹梅花鲨的身体纤细，可长至50厘米（约20英寸）。头部宽而扁平，具有明显且上翘的吻尖。椭圆平面状的眼睛位于头部高处，由瞬膜保护。每只眼睛下面都有一条较宽的脊，眼睛后面则有一个喷水孔。中等大小的鼻孔被前缘上的叶状皮瓣分开。鼻瓣没有触及嘴部，嘴部形成一个宽拱形，并在其角落周围有短沟。当嘴部闭合时，下颌的中心离上颌很远，使上颌牙齿暴露在外。 牙齿较小，有3颗尖牙，很少有5颗尖牙，中间的尖牙最长。 五对鳃裂的位置高于嘴部所在的平面，鳃裂面稍微向上。
虎纹梅花鲨的胸鳍相当大且呈圆形。第一背鳍的起点位于腹鳍基部的最后三分之一处，而大得多的第二背鳍的起点位于臀鳍后部。成年雄性的鳍足长度适中且逐渐变细， 有些个体的鳍足可能呈旋钮状和尖刺状。 臀鳍的大小与腹鳍大致相等，比第二背鳍小但基部更长。尾鳍较短，有一个并不明显的下叶和一个靠近上叶尖端的腹腔缺口。皮肤较厚，皮齿形如三尖冠，与该属中的其他物种相比，其间距较宽。 身体上部为黄褐色，下部为乳白色，该种类的鲨鱼的背部有十个如同马鞍的横纹；每个都是深棕色，边缘颜色较深，中间较浅。与形态类似的细纹梅花鲨不同的是，虎纹梅花鲨的横纹之间没有斑点或其它明显特征。

## 分布
虎纹梅花鲨是非洲南部的特有物种，但其分布范围尚不清楚。已知它生活在南非西开普省和东开普省附近，而来自东部的夸祖鲁-纳塔尔省和莫桑比克的记录由于与细纹梅花鲨相混淆而不确定。这种鲨鱼是大陆架常见的底栖动物，喜欢沙滩和珊瑚礁边缘附近。它们通常生活在从沿海岸边向外近100米（约330英尺）的深度；位于东部的鲨鱼往往比西部的鲨鱼生活在更深的水域，有深达172米（约564英尺）的记录， 以及低于大陆坡355米（约1165英尺）的一次可疑记录。这种鲨鱼可能按体型大小分开生活，成年鲨鱼离岸边更远。

## 习性

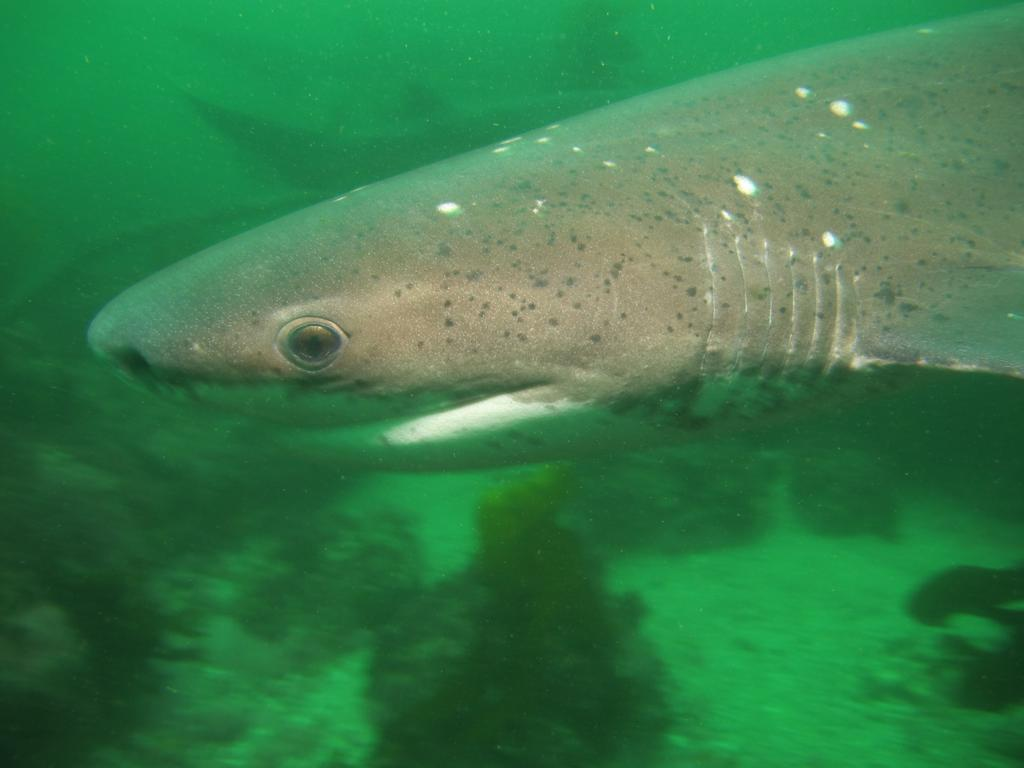
扁头哈那鲨是已知的会捕食虎纹梅花鲨的鲨鱼

虎纹梅花鲨是底栖生物的捕食者， 以硬骨鱼类和甲壳类动物为主，还包括头足类动物、多毛纲蠕虫、较小的鲨鱼以及腐食鱼的内脏。 在枪鱿科动物的产卵地曾被人观察到，这些鲨鱼游到底部以交配和产卵的鱿鱼为食。 目前有记录的该物种的天敌包括扁头哈那鲨和沙虎鲨。
虎纹梅花鲨为卵生。雌性鲨鱼每次在它们的两个输卵管中各产下6至11枚（通常为6至9枚）卵。 卵包含在长约4厘米（约1.6 英寸）、宽约1.5 厘米（约0.59英寸）的坚韧卵鞘中，卵鞘外围有厚厚的卷须，可以将其固定在海底。雌性将卵保留在体内，直到胚胎充分发育，长度至少为4.3厘米（约1.7英寸）。因此，卵在产下后只需一两个月即可孵化，减少了它们暴露于捕食者的机会。 雄性和雌性鲨鱼开始达到性成熟时长度分别为29-35厘米（约11-14英寸）和30-44厘米（约12-17英寸）。

## 人类活动
虎纹梅花鲨对人类无害， 但有时会因海底拖网捕捞、渔民钓鱼或者少数情况下被钓鱿鱼的人意外捕获。这种鲨鱼可以食用但并不具有经济价值，通常在被捕获后放生。国际自然保护联盟将该物种列为易危物种。